# Надзавдання
«Надзавдання» (угор. A feladat) — науково-фантастичний роман угорського письменника Петера Жолдоша, написаний 1970 року та надрукований у серії «Космічні фантастичні книги» видавництвом Móra Ferenc Könyvkiadó.

## Структура
- Глави 1-4: Катастрофа та дії Гілла.
- Глави 5-17: Уму та люди-мисливці.
- Глави 18-25: Повернення на Землю.

## Сюжет
На дослідницькому космічному кораблі «Галатея», який досліджує далеку планету, сталася серйозна аварія. Четверо членів екіпажу (Джарві, Максим, Сід, Едді) гинуть миттєво. Лікар Гілл виживає після вибуху неушкодженим, але Норманн, командир, серйозно поранений. Проте вони даремно виживають, радіоактивне випромінювання незабаром убиває їх. Перш ніж це станеться, останній, хто вижив, Гілл, робить копію своєї особистості на центральному комп'ютері космічного корабля. Він залишає мозок, що через 30-40 років розумний, але малорозвинений уродженець планети наближається до корабля, він захопить та закладе особистість Гілла у свій мозок.
Тонкий сріблястий корпус 15-поверхової Галатеї чекає майже сто років, допоки Уму, переслідуваний супутниками Санти, наблизиться до корабля. Давно померлий Гілл отримує нове тіло, але це не зовсім те, на що він очікував. Виявляється, первісна особистість (Уму) все ще присутня в тілі, і це ускладнює космонавту виконання завдання: повернути Галатею на Землю. Він один не в змозі реалізувати плани, тому йому потрібні помічники: незабаром він власними спогадами оживить екіпаж «Галатеї» і спробує разом виконати завдання. Експеримент і далі стикається з проблемами: вони не розраховують на побічні ефекти (примус їсти м'ясо, варварство членів людей-мисливців) й оригінальні особистості з самого початку зривають план Гілла. Однак невдовзі лікар-мисливець виявить, що на іншому кінці планети існує більш розвинена цивілізація, члени якої ще матимуть шанс виконати завдання.

## Головні герої

### Екіпаж «Галатеї»
- Гілл — лікар, біолог, кібернетик
- Норманн — командир, астронавт першого класу
- Сід — мореплавець, астроном
- Максим — інженер-геолог
- Джарві — інженер
- Едді — антрополог
- Ваня — робот

### Планетарні мешканці
- Вай — член орди

#### Члени народу мисливців
- Уму — Кульгавий, син першого Першого
- Дау — ватажок Перших, народу мисливців
- Божевільний — Сильний
- Оро — Хитрий
- Еор — людина з каменю
- Ре — Вад
- Тама — мати Уму
- Джанда — колишня дружина Еора
- Бек — друга дружина Еора
- Хаїм — молодший брат Ре
- Тіак — зведений брат Уму
- Ла — мати Тіака
- Мей — Дружина Ре
- Ко
- Нуг

#### Люди затоки
- Арро — найкращий рибалка
- Неа — дружина Арро
- Мат — 22 роки, рибалка, зріст 190 см
- Грон — рибалка
- Ді — дружина Грона
- Еві і Опе — брати Арро

#### Луна— південний центр Клавіусбана
- Старий

## Версія телефільму (1975)
У 1975 році режисер Габор Варконі адаптував науково-фантастичний твір у трисерійний угорський серіал для угорського телебачення.
| Список дописувачів | Список дописувачів |
| --- | ------------------ |
| - Директор: Варконьї Габор - Сценарій: Жолдлш Петер, Варконьї Габор - Сценарист: Лендвай Дьордь - Оператор: Радай Міхай - Актори: Райхона Адам, Паланч Ференц, Кісс Єно, Фодор Тамаш, Шигеті Андраш, Папп Золтан, Перлаки Іштван, Варга Тібор, Толнай Міклош, Надь Золтан, Дьордіфалвай Петер, Кендреси Тібор, Фолдессі Маргіт, Ац Дюла, Каллай Борі, Танчос Тібор |                    |